# Castello di San Vitale Baganza
Il castello di San Vitale Baganza, noto anche come Torrione, è un maniero medievale che sorge in via Abate Giuseppe Peroni a San Vitale Baganza, frazione di Sala Baganza, in provincia di Parma.

## Storia
Il castello fu edificato in epoca imprecisata e sono scarse le testimonianze che ne documentino la storia.
Nel 1142 il maniero, la pieve di San Vitale e il piccolo borgo risultavano appartenere all'abbazia di San Giovanni Evangelista di Parma; nel 1144 il papa Lucio II confermò all'abate del monastero i diritti su tutti i beni posseduti, tra cui il castrum Sancti Vitalis cum ecclesia et curte.
In seguito la giurisdizione sul castello passò dapprima al Comune di Parma e poi ai Rossi, feudatari anche di Monte Palero e Neviano; un ramo dell'illustre casata ne risultava proprietario nel 1453. Verso il 1462 Pier Maria II de' Rossi, incaricando Benedetto Bembo di realizzare l'affresco della Camera d'Oro del castello di Torrechiara, gli richiese di ritrarre, insieme ad altri castelli di sua proprietà, anche il castello di San Vitale Baganza.
Negli anni seguenti, per volere dei Rossi del ramo di San Vitale, l'edificio fu ampliato, addossando al mastio, sui lati sud e ovest, due corpi di fabbrica, caratterizzati dalla mancanza di merli in sommità e dalla presenza di alcune finestre gotiche in cotto. I Rossi di San Vitale non parteciparono alla disastrosa guerra dei Rossi del 1482 e il loro maniero fu risparmiato da qualsiasi scontro.
Secondo alcune ipotesi, confutate da vari storici, in seguito sarebbero subentrati i Sanvitale; i conti di Sala Baganza avrebbero mantenuto il possesso del maniero fino al 1612, quando Girolamo e la madre Barbara Sanseverino, insieme a numerosi altri nobili, furono arrestati e giustiziati con l'accusa di aver partecipato alla presunta congiura dei feudatari ai danni del duca di Parma Ranuccio I Farnese, che confiscò tutti i loro beni.
Nel 1652 il duca Ranuccio II Farnese investì Giovanni Battista Gaddi della contea di San Vitale con Limido.
Nel 1782 il conte Gian Battista Carpintero, già segretario di Stato del duca Filippo di Borbone, acquistò numerose terre tra San Vitale, Monte Palero e Castellaro; nel 1791 il duca Ferdinando gli assegnò i diritti feudali su San Vitale e su Castellaro, che la sua famiglia mantenne fino alla loro abolizione sancita da Napoleone nel ducato di Parma e Piacenza nel 1805. La casata si estinse con la morte dei fratelli Ferdinando nel 1875 e Matilde nel 1879 senza eredi diretti; in seguito i loro beni passarono al nipote Annibale Douglas Scotti, che qualche tempo dopo li rivendette.
Il maniero fu frazionato tra più proprietari e parzialmente modificato.
Il 23 dicembre 2008 una forte scossa sismica danneggiò e rese inagibili il castello e l'adiacente "Casa dell'Opera", appartenente alla parrocchia di San Vitale. In seguito una parte dell'edificio fu risistemata e adibita a residenza privata.

## Descrizione

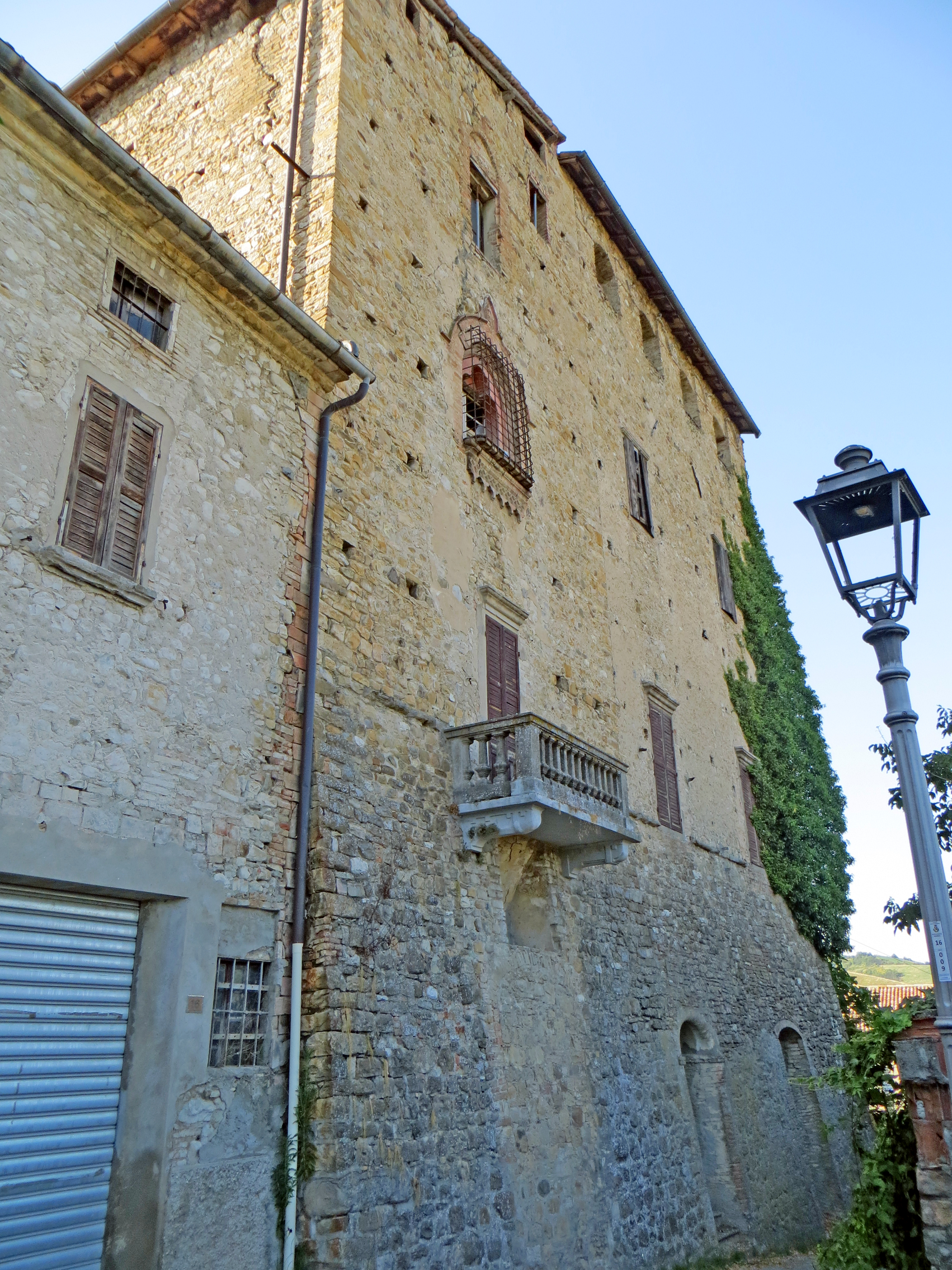
Corpo principale

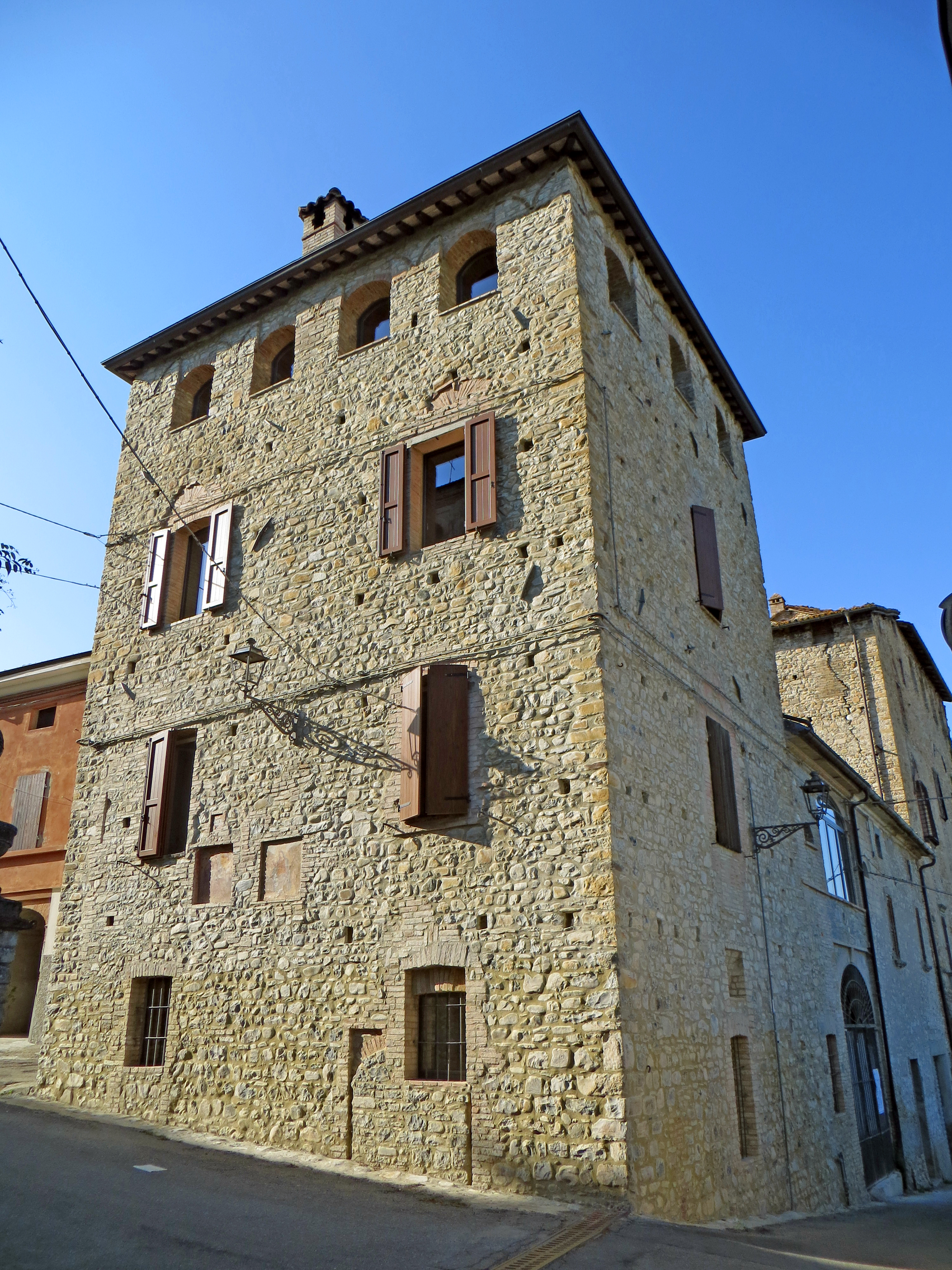
Mastio

Il castello si sviluppa su una pianta a L, con la facciata delimitata dalla stretta strada collinare del piccolo borgo storico e rivolta verso il torrente Baganza.
L'edificio, rivestito in pietra frammista ad alcune tamponature in mattoni, conserva in parte le forme originarie risalenti al XIII o XIV secolo nella torre a sud-est e nel mastio a nord-est, tra loro collegati da un corpo più basso d'epoca più recente; al torrione principale sono inoltre addossati due corpi di fabbrica aggiunti sui lati meridionale e occidentale nella seconda metà del XV secolo; a ovest di quest'ultimo si allunga inoltre la cosiddetta "Casa dell'Opera", coeva del maniero. Non si conserva invece alcun resto della doppia cinta muraria che cingeva il borgo di San Vitale, né del rivellino d'ingresso, collocato all'incirca dietro alla settecentesca maestà di San Vitale.
L'ampio corpo settentrionale, caratterizzato dall'andamento a scarpa della muratura del livello terreno, conserva al secondo piano una grande finestra quattrocentesca ad arco trilobato, affacciata verso est sulla val Baganza; l'apertura è delimitata da una ricchissima cornice ad arco ogivale in cotto, coronata da una cuspide al cui interno è collocato un bassorilievo rappresentante il leone rampante, stemma dei conti Rossi. Sulla sommità della porzione corrispondente all'antico mastio risultano ancora distinguibili gli antichi merli ghibellini, seppur chiusi e coperti dal tetto almeno dal XV secolo.
La torre sud-est, anch'essa coronata da merli ghibellini coperti, conserva nella parete meridionale una piccola nicchia rettangolare, contenente un affresco del XVII o XVIII secolo, raffigurante la Madonna.
Sul cortile interno, ridotto rispetto alle dimensioni originarie, si affaccia un finestrone gotico con cornice in cotto, simile a quello presente sulla facciata del corpo principale.
La "Casa dell'Opera", anch'essa in pietra, è caratterizzata dalla presenza di alcune finestre con cornici ad arco ogivale, arricchite da inserti in terracotta.